# Suctobelbella baliensis
Suctobelbella baliensis är en kvalsterart som beskrevs av Hammer 1982. Suctobelbella baliensis ingår i släktet Suctobelbella och familjen Suctobelbidae. Inga underarter finns listade i Catalogue of Life.